# La Famille (association)
 (30 avril 2018).
Pour les articles homonymes, voir La Famille.
Ne doit pas être confondu avec Enfants de Dieu (secte) ou La Famille (communauté religieuse française).
Ne doit pas être confondu avec l'incubateur TheFamily
The Family en français : « La Famille », aussi connue sous les noms : The Fellowship, The Fellowship Foundation et The International Foundation, est un groupe chrétien fondé à Seattle (États-Unis) en 1935 par Abraham Vereide, un immigrant norvégien, prêcheur méthodiste et anti-communiste itinérant. Bien que n'ayant pas d'adhésion officielle, le groupe, dirigé depuis 1966 par Douglas Coe, compte 20 000 membres, dirigés par 350 cadres. Ses membres comptent aussi bien des gens des classes populaires que des représentants importants du Congrès américain. « La Famille » est connue en particulier pour son National Prayer Breakfast en français : « Petit déjeuner national de la prière », organisé annuellement et auquel le président des États-Unis se rend habituellement pour un discours. Ce groupe a aussi des liens internationaux dont Edmond Michelet et Alain Poher en France.

## Histoire
« La Famille » a été fondée en 1935 à Seattle par Abraham Vereide, qui craignait que des politiciens « socialistes » soient élus au conseil municipal. Des hommes d'affaires influents de Seattle ont reconnu son succès parmi les classes populaires, et l'ont encouragé à leur offrir une direction spirituelle à eux aussi. Vereide se mit alors à organiser des petits déjeuners religieux pour les politiciens et les hommes d'affaires, qui étaient l'occasion de débats anti-communistes et concernant les mouvements syndicaux. Vereide fut ensuite invité à San Francisco et à Chicago par d'autres personnalités. Dans les années 1930, Vereide recruta le célèbre antisémite Merwin K. Hart, fiché par le FBI comme soutien influent des mouvements fascistes aux États-Unis.
En 1942, l'association grandissante, rebaptisée International Christian Leadership (Direction chrétienne internationale), déménagea son QG à Washington, et commença à organiser des petits déjeuners pour les membres du Sénat et de la Chambre des représentants. Après la guerre, Vereide se rendit en Allemagne visiter les camps de prisonniers, et recruta plusieurs anciens nazis, tels que le chef de la Gestapo en Amérique, Ulrich von Geinath, Otto Fricke qui travaillait comme spécialiste de la propagande dans les services de Goebbels ou Hermann Abs, le « banquier de Hitler » et futur PDG de la Deutsche Bank. Devenu influent en Allemagne, la Famille permit à de nombreux nazis d'échapper à l'épuration, et favorisa parfois leur recrutement par les services de renseignement américains. En France, le principal contact de Vereide est Edmond Michelet.
En 1972, la Famille se renomma The Fellowship Foundation (La Fondation des Camarades), et décida de faire profil bas en décentralisant sa direction et en utilisant un système financier complexe, devenant essentiellement une holding distribuant de l'argent à des filiales. Dans ces années, Charles Colson, conseiller du président Nixon, en fait partie.

## Relations internationales
« La Famille » a maintenu des liens internationaux, avec des personnalités telles que le dictateur brésilien Artur da Costa e Silva, Suharto en Indonésie, le général salvadorien Carlos Eugenio Vides Casanova, le général hondurien Gustavo Alvarez Martinez, le dictateur somalien Siad Barre, ou encore, en France, Edmond Michelet, cinq fois ministre sous de Gaulle. Des membres du Congrès et de la Famille ont voté des textes en faveur des Duvalier à Haïti ou du dictateur sud-coréen Park Chung-hee. Le président ougandais Museveni serait proche de l'organisation

## Aujourd'hui
« La Famille » opère aux États-Unis en tant qu'organisation non imposable (501 (c) (3)) sous le nom The Fellowship Foundation. En 2003, ils ont déclaré plus de 12 millions de dollars reçus en donations. 
Des groupes de prière organisés par la Famille ont eu lieu au Pentagone et au département de la Défense. Certains l'ont accusé d'entretenir des liens avec la CIA.
La Fondation est propriétaire d'un ancien couvent de trois étages, à Washington, près du Capitole, estimé à 1,1 million de dollars. Six membres du Congrès, démocrates ou républicains, y résident quand ils sont à Washington. En 2003, pour un loyer de 600 dollars par mois, on y trouvait les républicains Zach Wamp, Jim DeMint, John Ensign et Sam Brownback, et les démocrates Bart Stupak et Mike Doyle.
Le groupe possède aussi un lieu de retraite à Arlington, en Virginie, dénommé « les Cèdres », qui fut acheté en 1978 grâce aux dons de personnalités telles que Thomas Philipps, le PDG de l'entreprise d'armement Raytheon, et Ken Olsen de Digital Equipment Corporation.
En août 2019, une mini-série Netflix nommée The Family : La Menace fondamentaliste voit le jour.

## Composition présente
La plupart des membres du Congrès qui font partie de « la Famille » sont des républicains, mais celle-ci compte aussi des démocrates, dont John Elias Baldacci, qui fait partie du « Senate Prayer Breakfast », le petit déjeuner de prière du Sénat, la cellule la plus importante dans la hiérarchie de Coe,,. Parmi les sénateurs, elle compte comme membres Don Nickles, James Inhofe ou Tom Coburn, qui réclame la peine de mort pour les médecins pratiquant l'IVG, George Allen, qui s'est désisté en 2007 de la candidature à l'investiture républicaine pour la présidentielle après la diffusion sur internet de ses propos racistes, ou Rick Santorum (battu en 2006 et qui comparait l'homosexualité à des actes sexuels  « entre hommes et chiens »),  ainsi que Charles Grassley (Iowa), Pete Domenici (Nouveau-Mexique), John Ensign (Nevada), Bill Nelson (Floride), ou encore Conrad Burns (Montana). Parmi les députés, elle compte Frank Wolf (Virginie) ou Joseph Pitts (Pennsylvanie).

## Événement annuel
Chaque année, la Fondation organise le National Prayer Breakfast, le premier jeudi du mois de février, à Washington. Le premier petit déjeuner eut lieu en 1953, et rassemble aujourd'hui plus de 3 400 visiteurs, incluant un certain nombre de personnalités étrangères. Le Président des États-Unis y fait en général un discours. La cérémonie est organisée par des membres démocrates et républicains du Congrès.
En 2006, la cérémonie était dirigée par le sénateur républicain Norm Coleman (premier juif à faire cela) et le démocrate Mark Pryor, l'un des rares sénateurs démocrates hostiles à l'avortement. Le roi Abdallah II de Jordanie et le chanteur Bono y ont fait des discours.
En 2007, elle était dirigée par le député démocrate Emanuel Cleaver et le républicain Jo Ann Davis. Francis S. Collins, dirigeant du Projet génome humain, y fit un discours.
En 2008, le sénateur démocrate Ken Salazar et le républicain Mike Enzi ont organisé le petit déjeuner religieux. Ward Brehm, secrétaire de la African Development Foundation (un groupe américain), y délivra le discours central.
D'autres personnalités ayant fait des discours lors de cet événement incluent Mère Térésa.